# Лізетт Таммік
Лізетт Таммік (ест. Lisette Tammik; нар. 14 жовтня 1998, Таллінн, Естонія) — естонська футболістка, нападниця талліннського клубу «Флора» (Таллінн) та жіночої збірної Естонії.

## Клубна кар'єра
Народилася 1998 року в Таллінні. Футбольну кар'єру розпочала в «Флорі» (Таллінн). Дебютувала в першій команді 6 квітня 2014 року, вийшов на поле в стартовому складі програного (0:3 в серії післяматчевих пенальті) поєдинку Суперкубку Естонії проти «Пярну». У чемпіонаті Естонії дебютувала 12 квітня в переможному (3:0) поєдинку проти «Таммеки» (Тарту), а на 48-й хвилині відзначилася голом (встановила рахунок 2:0). У 2018 році допомогла команді виграти Суперкубок Естонії. За 5 років провела 75 матчів та відзначилася 71-им голом, виграла титул найкращого бомбардира Мейстерліги 2017 року з 33-ма голами.
Влітку 2018 року переїхав до Італії, де стала гравчинею «Наполі» з новоствореної Серії С, з яким він вийшов до Серії В.
У серпні 2020 року відправилися в Іспанію, де підписала контракт з «Санта-Терезою».
У квітні 2021 року було оголошено, що стала першим професіональним гравцем в історії Мейстерліги, при цьому «Флора» заявив про намір підписати додаткових двох-трьох гравців за платними контрактами.

## Кар'єра в збірній
У дівочій збірній Естонії (WU-17) розпочала грати у 2012 році, до 2014 року зіграла 14 матчів та відзначилася 4-ма голами.
У 2014 році перейшла до молодіжної збірної Естонії (WU-19), кольори якої захищала до 2016 року, зіграла 33 матчі та відзначилася 6-ма голами.
20 травня 2015 року вона дебютувала на міжнародному рівні у віці 16 років, замінивши на 61-й хвилині Крістіну Баннікову в програному (0:7) поєдинку проти Нідерландів в Роттердамі.
Першими голом за національну команду відзначилася 16 березня 2016 року на 68-й хвилині (встановила рахункок 2:0), в програному (0:3) товариському матчі проти Литви у кіпрській Парекклісії.

## Стиль гри
виступає на позиція вінґера, її головні чесноти — вибухова швидкість та гольове чуття.

## Статистика виступів

### Клубна
Станом на 16 вересня 2019.
| Сезон             | Команда           | Чемпіонат         | Чемпіонат | Чемпіонат | Нац. кубок | Нац. кубок | Нац. кубок | Конт. кубок | Конт. кубок | Конт. кубок | Інші кубки | Інші кубки | Інші кубки | Загалом | Загалом |
| Сезон             | Команда           | Змаг.             | Матчі     | Голи      | Змаг.      | Матчі      | Голи       | Змаг.       | Матчі       | Голи        | Змаг.      | Матчі      | Голи       | Матчі   | Голи    |
| ----------------- | ----------------- | ----------------- | --------- | --------- | ---------- | ---------- | ---------- | ----------- | ----------- | ----------- | ---------- | ---------- | ---------- | ------- | ------- |
| 2018-2019         | «Наполі»          | C                 | 22        | 29        | -          | 8          | 4          | -           | -           | -           | -          | -          | -          | 30      | 33      |
| 2019-2020         | «Наполі»          | B                 | 1         | 1         | -          | -          | -          | -           | -           | -           | -          | -          | -          | 1       | 1       |
| Усього за кар'єру | Усього за кар'єру | Усього за кар'єру | 23        | 30        | -          | 8          | 4          | -           | -           | -           | -          | -          | -          | 23      | 34      |

## Досягнення

### Клубні
«Флора» (Таллінн)
- Суперкубок Естонії
  -  Володар (1): 2018

«Наполі»
- Серія B
  -  Чемпіон (1): 2019/20

- Серія C
  -  Чемпіон (1): 2018/19

### Індивідуальні
- Найкраща бомбардирка Мейстерліги: 2017 (33 голи)